# Michaël Chrétien
Pour les articles homonymes, voir Chrétien (homonymie).
Mickaël Chrétien Basser (en arabe : ميكائيل كريتيان بصير) (prononcé en français : /mi.ka.ɛl kʁe.tjɛ̃/), né le 10 juillet 1984 à Nancy (Meurthe-et-Moselle), est un footballeur international marocain qui évolue au poste de défenseur latéral droit. Depuis 2023, il est le directeur sportif de l'AS Nancy Lorraine.

## Biographie
Né d'un père marocain et d'une mère française, Mickael Chrétien Basser commence le football avec l'AS Nancy-Lorraine.
Michaël Chrétien intègre à l'âge de 5 ans, le club local de son quartier de Vandœuvre dans la banlieue nancéienne, où il passera quelques années au collège Jacques Callot. Par la suite, il part deux années au centre de préformation de Madine dans la Meuse, sous la conduite de Yannick Stopyra, il progressera beaucoup sur le plan technique avant d'être repéré par l'AS Nancy-Lorraine, le club de son cœur.

### Carrière en club

#### AS Nancy-Lorraine (2002-2011)
Intégré en 2002 au groupe de CFA de l'AS Nancy-Lorraine, Michaël dispute quelques matchs puis profite de nombreuses absences pour intégrer le groupe Professionnel. Moussa Bezaz le titularise au poste d'arrière droit face à Châteauroux en Coupe de la Ligue. Il ne quittera plus le groupe, disputera 21 matchs en Ligue 2 et marquera même un but décisif à Laval. Il enchaine les bonnes performances devenant titulaire à 18 ans. En février 2004, il signe son premier contrat professionnel d'une durée de trois ans.

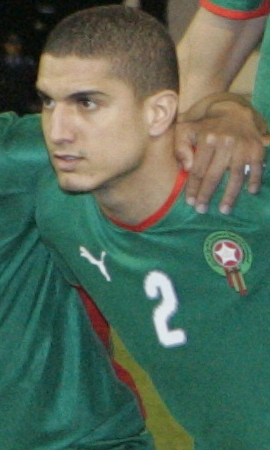
Chrétien avec le maillot marocain (2009)

Durant la saison 2005-2006, il découvre la Ligue 1 contre l'AS Monaco et réalise une excellente deuxième partie de saison, notamment en étant titulaire lors des cinq matchs du parcours victorieux en Coupe de la Ligue où Nancy n'encaissera qu'un seul but (en finale). Désormais international avec la sélection du Maroc, Michaël Chrétien s’affirme comme l’un des meilleurs arrières droits du championnat français. Il est alors un pion essentiel du dispositif de Pablo Correa.
En 2006-2007, il franchit un nouveau palier, en intensifiant son volume de jeu, il devient l'un des joueurs qui dispute le plus de matchs : 48 toutes compétitions confondues, dont huit en Coupe UEFA. La saison suivante 2007-2008, l'ASNL terminera 4e du championnat avec le meilleur bilan défensif. Chrétien apparaît alors régulièrement dans le onze type de la Ligue 1.

#### Bursaspor (2011-2014)
Le 31 août 2011, il signe chez le club turc de Bursaspor pour la somme de 400 000 euros.

#### RC Strasbourg (2014-2015)
Libre, il rejoint le RC Strasbourg le 26 janvier 2015 pour un contrat d'une durée de 6 mois. Il dispute son premier match à l'occasion de la 19e journée de championnat contre le Paris FC et réalise une passe décisive pour Jérémy Blayac autre recrue du mercato hivernal Strasbourgeois. La rencontre se finira sur le score de 2 buts à 1 pour le Racing. Il dispute 15 matchs de championnat, tous en tant que titulaire. Sur ces 15 matchs, il participe à 13 victoires, un match nul ainsi qu'à 2 défaites.
Sur le plan collectif, le Racing Club de Strasbourg passe de la dixième place à la 18e journée du Championnat de France de football National à la quatrième place à l'issue du championnat et n'accède donc pas à la Ligue 2.

#### Retour à l'AS Nancy-Lorraine (2015-2018)
Le 22 juillet 2015, Michaël Chrétien fait son retour dans son club formateur, alors en Ligue 2, en y paraphant un contrat d'un an. Installé titulaire dans le onze nancéien, il est buteur lors de la 5e journée de championnat, offrant la victoire face au Clermont Foot (1-2). Ses bonnes performances lors de la première partie de saison 2015-2016 avec l'AS Nancy-Lorraine où il a été replacé dans l'axe en défense centrale, lui valent la confiance du staff et du président Jacques Rousselot qui prolonge son contrat pour deux années supplémentaires jusqu'en 2018.

### Michaël Chrétien en dehors du football
En 2010, La Fouine l'évoque dans sa chanson Caillra for Life en featuring avec le rappeur américain The Game :« Chicha raisin j'suis musulman comme Michaël Chrétien ». Il fait aussi une apparition dans le clip de Kalsha sur le morceau Les Lions de l'Atlas sorti en 2012.
En 2014, il a ouvert avec un ami d'enfance un spacieux restaurant-salon de thé à Nancy, toujours en activité en 2024.

### Activités depuis 2018
Après la fin de sa carrière professionnelle, Michaël Chrétien a joué quelques matchs en amateur avec le club de football de Villers-lès-Nancy, participant notamment au 1er tour de la Coupe de France 2020.
Il a été conseillé sportif auprès de jeunes joueurs, puis en juillet 2023, il est nommé directeur sportif, chargé du recrutement de l'AS Nancy Lorraine.

## Palmarès
AS Nancy-Lorraine
- Ligue 2
  - Champion (2) : 2005 et 2016
- Coupe de la Ligue
  - Vainqueur (1) : 2006

## Statistiques
| Saison                | Club                  | Championnat           | Championnat | Championnat | Coupe nationale | Coupe nationale | Coupe de la Ligue | Coupe de la Ligue | Compétition(s) continentale(s) | Compétition(s) continentale(s) | Compétition(s) continentale(s) | Maroc | Maroc | Total | Total |
| Saison                | Club                  | Division              | M.          | B.          | M.              | B.              | M.                | B.                | Comp.                          | M.                             | B.                             | M.    | B.    | M.    | B.    |
| 2002-2003             | AS Nancy-Lorraine     | Ligue 2               | 21          | 1           | 1               | 0               | 3                 | 0                 | -                              | -                              | -                              | -     | -     | 25    | 1     |
| 2003-2004             | AS Nancy-Lorraine     | Ligue 2               | 34          | 4           | 3               | 0               | 1                 | 1                 | -                              | -                              | -                              | -     | -     | 38    | 5     |
| 2004-2005             | AS Nancy-Lorraine     | Ligue 2               | 35          | 1           | 1               | 0               | 1                 | 0                 | -                              | -                              | -                              | -     | -     | 37    | 1     |
| 2005-2006             | AS Nancy-Lorraine     | Ligue 1               | 32          | 1           | -               | -               | 5                 | 0                 | -                              | -                              | -                              | -     | -     | 37    | 1     |
| 2006-2007             | AS Nancy-Lorraine     | Ligue 1               | 35          | 2           | -               | -               | 1                 | 0                 | C3                             | 8                              | 0                              | 4     | 0     | 48    | 2     |
| 2007-2008             | AS Nancy-Lorraine     | Ligue 1               | 30          | 0           | 2               | 0               | 1                 | 0                 | -                              | -                              | -                              | 13    | 0     | 46    | 0     |
| 2008-2009             | AS Nancy-Lorraine     | Ligue 1               | 21          | 0           | 1               | 0               | -                 | -                 | C3                             | 3                              | 0                              | 6     | 0     | 31    | 0     |
| 2009-2010             | AS Nancy-Lorraine     | Ligue 1               | 20          | 0           | 1               | 0               | 1                 | 0                 | -                              | -                              | -                              | -     | -     | 22    | 0     |
| 2010-2011             | AS Nancy-Lorraine     | Ligue 1               | 26          | 0           | 2               | 0               | -                 | -                 | -                              | -                              | -                              | 5     | 0     | 33    | 0     |
| 2011-2012             | AS Nancy-Lorraine     | Ligue 1               | 4           | 0           | -               | -               | -                 | -                 | -                              | -                              | -                              | 1     | 0     | 5     | 0     |
| Sous-total            | Sous-total            | Sous-total            | 258         | 9           | 11              | 0               | 13                | 1                 | -                              | 11                             | 0                              | 29    | 0     | 322   | 10    |
| 2011-2012             | Bursaspor             | Süper Lig             | 24+4        | 1+0         | 3               | 0               | -                 | -                 | -                              | -                              | -                              | 6     | 0     | 37    | 1     |
| 2012-2013             | Bursaspor             | Süper Lig             | 27          | 1           | 3               | 0               | -                 | -                 | C3                             | 4                              | 0                              | 1     | 0     | 35    | 1     |
| 2013-2014             | Bursaspor             | Süper Lig             | 15          | 0           | 5               | 0               | -                 | -                 | -                              | -                              | -                              | -     | -     | 20    | 0     |
| Sous-total            | Sous-total            | Sous-total            | 70          | 2           | 11              | 0               | -                 | -                 | -                              | 4                              | 0                              | 7     | 0     | 92    | 2     |
| 2014-2015             | RC Strasbourg         | National              | 15          | 0           | -               | -               | -                 | -                 | -                              | -                              | -                              | -     | -     | 15    | 0     |
| Sous-total            | Sous-total            | Sous-total            | 15          | 0           | -               | -               | -                 | -                 | -                              | -                              | -                              | -     | -     | 15    | 0     |
| 2015-2016             | AS Nancy-Lorraine     | Ligue 2               | 28          | 1           | 2               | 1               | 1                 | 0                 | -                              | -                              | -                              | -     | -     | 31    | 2     |
| 2016-2017             | AS Nancy-Lorraine     | Ligue 1               | 13          | 0           | 1               | 0               | 2                 | 0                 | -                              | -                              | -                              | -     | -     | 16    | 0     |
| 2017-2018             | AS Nancy-Lorraine     | Ligue 2               | 1           | 0           | -               | -               | 2                 | 0                 | -                              | -                              | -                              | -     | -     | 3     | 0     |
| Sous-total            | Sous-total            | Sous-total            | 42          | 1           | 3               | 1               | 5                 | 0                 | -                              | -                              | -                              | -     | -     | 50    | 2     |
| Total sur la carrière | Total sur la carrière | Total sur la carrière | 385         | 12          | 25              | 1               | 18                | 1                 | -                              | 15                             | 0                              | 36    | 0     | 479   | 14    |

### Sélection nationale (2006-2012)
| Caps | Date       | Match                | Lieu          | Score         | Compétition      |
| 1    | 15/11/2006 | Maroc - Gabon        | Rabat         | 6 - 0         | Amical           |
| 2    | 07/02/2007 | Maroc - Tunisie      | Rabat         | 1 - 1         | Amical           |
| 3    | 02/06/2007 | Maroc – Zimbabwe     | Casablanca    | 2 - 0         | Elim. CAN 2008   |
| 4    | 16/06/2007 | Malawi - Maroc       | Blantyre      | 0 - 1         | Elim. CAN 2008   |
| 5    | 08/09/2007 | Ghana - Maroc        | Rouen         | 2 - 0         | Amical           |
| 6    | 17/10/2007 | Maroc - Namibie      | Rabat         | 2 - 0         | Amical           |
| 7    | 16/11/2007 | France - Maroc       | St-Denis      | 2 - 2         | Amical           |
| 8    | 12/01/2008 | Maroc - Zambie       | Fés           | 2 - 0         | Amical           |
| 9    | 16/01/2008 | Maroc - Angola       | Rabat         | 2 - 1         | Amical           |
| 10   | 21/01/2008 | Maroc - Namibie      | Accra         | 5 - 1         | CAN 2008         |
| 11   | 24/01/2008 | Maroc - Guinée       | Accra         | 2 - 3         | CAN 2008         |
| 12   | 28/01/2008 | Ghana - Maroc        | Acrra         | 2 - 0         | CAN 2008         |
| 13   | 26/03/2008 | Belgique - Maroc     | Bruxelles     | 1 - 4         | Amical           |
| 14   | 31/05/2008 | Maroc - Ethiopie     | Casablanca    | 3 - 0         | Elim.CAN/CM 2010 |
| 15   | 07/06/2008 | Mauritanie - Maroc   | Nouakchott    | 1 - 4         | Elim.CAN/CM 2010 |
| 16   | 14/06/2008 | Rwanda - Maroc       | Kigali        | 3 - 1         | Elim.CAN/CM 2010 |
| 17   | 21/06/2008 | Maroc - Rwanda       | Casablanca    | 2 - 0         | Elim.CAN/CM 2010 |
| 18   | 20/08/2008 | Maroc - Bénin        | Rabat         | 3 - 1         | Amical           |
| 19   | 06/09/2008 | Oman - Maroc         | Mascate       | 0 - 0         | Amical           |
| 20   | 11/10/2008 | Maroc - Mauritanie   | Rabat         | 4 - 1         | Elim.CAN/CM 2010 |
| 21   | 11/02/2009 | Maroc – Tchèque      | Casablanca    | 0 - 0         | Amical           |
| 22   | 07/06/2009 | Cameroun - Maroc     | Yaoundé       | 0 - 0         | Elim.CM 2010     |
| 23   | 20/06/2009 | Maroc - Togo         | Rabat         | 0 - 0         | Elim.CM 2010     |
| 24   | 11/08/2010 | Maroc – Guinée Equ.  | Rabat         | 2 - 1         | Amical           |
| 25   | 04/09/2010 | Maroc - Centrafrique | Rabat         | 0 - 0         | Elim. CAN 2012   |
| 26   | 09/10/2010 | Tanzanie - Maroc     | Dar-es-Salaam | 0 - 1         | Elim. CAN 2012   |
| 27   | 09/02/2011 | Maroc – Niger        | Marrakech     | 3 - 0         | Amical           |
| 28   | 27/03/2011 | Algérie - Maroc      | Annaba        | 1 - 0         | Elim. CAN 2012   |
| 29   | 10/08/2011 | Sénégal - Maroc      | Dakar         | 0 - 2         | Amical           |
| 30   | 04/09/2011 | Centrafrique - Maroc | Bangui        | 0 - 0         | Elim. CAN 2012   |
| 31   | 09/10/2011 | Maroc - Tanzanie     | Marrakech     | 3 - 1         | Elim. CAN 2012   |
| 32   | 13/11/2011 | Maroc - Cameroun     | Marrakech     | 1 – 1 (2 - 4) | LG Cup           |
| 33   | 23/01/2012 | Tunisie - Maroc      | Libreville    | 2 - 1         | CAN 2012         |
| 34   | 27/01/2012 | Gabon - Maroc        | Libreville    | 3 - 2         | CAN 2012         |
| 35   | 29/02/2012 | Maroc - Burkina Faso | Marrakech     | 2 - 0         | Amical           |
| 36   | 15/08/2012 | Maroc – Guinée       | Rabat         | 1 - 2         | Amical           |
| ---- | ---------- | -------------------- | ------------- | ------------- | ---------------- |